# 湧川颯斗
湧川 颯斗（わくがわ はやと、2004年5月2日 - ）は、広島県広島市出身のプロバスケットボール選手。B.LEAGUEの三遠ネオフェニックスに所属している。ポジションはポイントガード。

## 経歴

### 高校
広島市立古田中学校から福岡大学附属大濠高等学校に進学し、主力として活躍。2年時の第74回全国高等学校バスケットボール選手権大会では優勝に貢献し、大会ベスト5に選出された。
3年時の第75回全国高等学校バスケットボール選手権大会では連覇を目指したが、準々決勝で藤枝明誠に敗れた。
また、2021年と2022年には2年連続でU-18の日本代表に選出されている。

### プロ入り後
2022年12月30日にB.LEAGUEの滋賀レイクスターズと特別指定選手として契約を結んだことが発表された。メディカルチェックを順調にクリアすれば、2023年1月からチームに合流する。また、2023-24シーズンのプロ契約も基本合意している。
2024年オフに三遠ネオフェニックスへ移籍した。
2025年オフにはFIBAアジアカップ候補選手として日本代表合宿メンバーに選出された。そして7月5日（土）有明アリーナで開催されたオランダ戦にて代表デビューを果たした。その後の7月11日（金）の韓国戦のロスターにも名を連ねた。現在はSoftBank CUP 2025（千葉大会）デンマーク戦の遠征メンバーに選出されている。